# Ann-Marie Backlund
Laila Ann-Marie Backlund, född 9 april 1970 i Bjuråker, är en svensk operasångerska (sopran). 
Backlund är utbildad vid Operahögskolan i Stockholm. Sedan debuten 1999 som titelrollen i Madama Butterfly i Göteborg har hon kreerat roller som Tosca, Leonora i Trubaduren, Micaela i Carmen och Crysothemis i Elektra, främst på operan i Frankfurt, där hon även sjungit Amelia i Maskeradbalen, Marguerite i Faust och Katerina i Katja Kabanova.
Hon har bland annat medverkat vid Göteborgsoperan i Manon Lescaut (2002) och Turandot (2006).
Efter många år som sångare på de stora scenerna är hon sedan 2023 bosatt i Sundsvall.